# Lalendorf

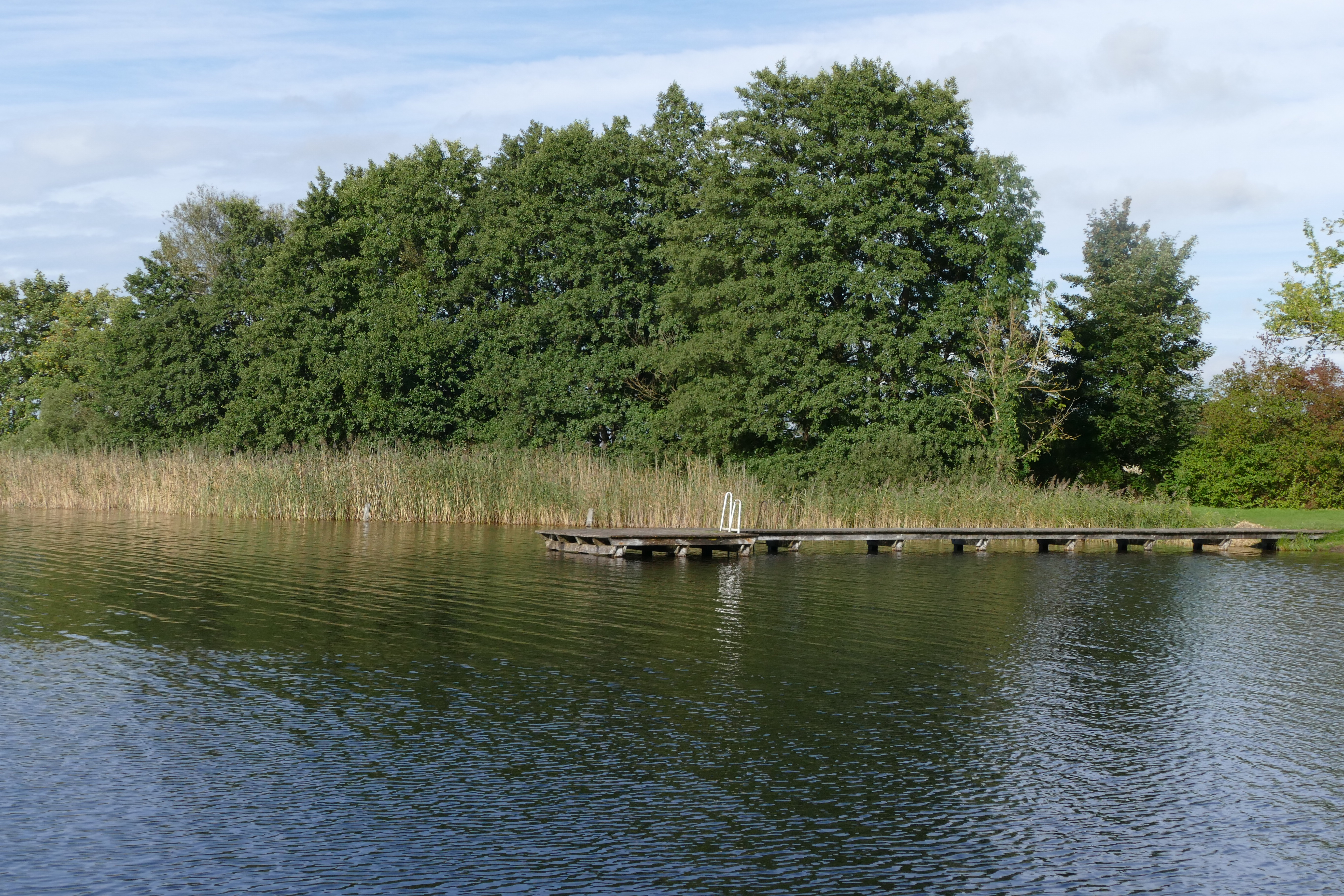
Badesteg am Tiefen Ziest bei Lalendorf

Lalendorf ist eine Gemeinde im Süden des Landkreises Rostock. Sie liegt in der geografischen Mitte Mecklenburg-Vorpommerns. Die Gemeinde wird vom Amt Krakow am See mit Sitz in der gleichnamigen Stadt verwaltet.

## Geografie

### Geografische Lage
Zwischen den Städten Güstrow, Teterow, Laage und Krakow am See liegt die Gemeinde Lalendorf in der wald- und seenreichen Region der Mecklenburgischen Seenplatte und an den Westausläufern der Mecklenburgischen Schweiz. Diese langgezogene Endmoräne erreicht im Tabaksberg nahe dem Ortsteil Carlsdorf 106 m ü. NHN. Das Gemeindegebiet an der Grenze zum Landkreis Mecklenburgische Seenplatte bildet die Wasserscheide zwischen den Flüssen Warnow und Peene. Im Gemeindegebiet liegen neben dem Warinsee, dem Radener See und dem Ziest (Tiefer Ziest und Flacher Ziest) mehrere kleinere Seen. Der kleine Fluss Lößnitz (Aalbach) entwässert den größten Teil des Gebietes über die Nebel zur Warnow. Lalendorf hat im Süden einen Anteil am Naturpark Mecklenburgische Schweiz und Kummerower See. Lalendorf bildet mit 26 Ortsteilen auf knapp 140 Quadratkilometern die größte Gemeinde im Amt Krakow am See.

### Gemeindegliederung
Neben Lalendorf gehören zur Gemeinde folgende Ortsteile:
| - Alt Krassow - Bansow - Bergfeld - Carlsdorf - Dersentin | - Friedrichshagen - Gremmelin - Klaber - Krevtsee - Langhagen | - Lübsee - Mamerow - Neu Krassow - Neu Zierhagen - Niegleve | - Nienhagen - Raden - Reinshagen - Roggow - Rothspalk | - Schlieffenberg - Tolzin - Vietgest - Vogelsang - Wattmannshagen |

### Nachbargemeinden
Umgeben wird Lalendorf von den Nachbargemeinden Plaaz und Laage im Norden, Warnkenhagen und Dalkendorf im Nordosten, Groß Roge und Groß Wokern im Osten, Dahmen im Südosten, Vollrathsruhe im Süden, Kuchelmiß im Südwesten, Hoppenrade und Mühl Rosin im Westen sowie Güstrow und Glasewitz im Nordwesten.

## Geschichte
Von 1952 bis 2011 gehörten Lalendorf und seine heutigen Ortsteile zum Kreis Güstrow (bis 1990 im DDR-Bezirk Schwerin, danach im Land Mecklenburg-Vorpommern). Seit der Kreisgebietsreform 2011 liegt die Gemeinde im Landkreis Rostock.

### Geschichte der Ortsteile

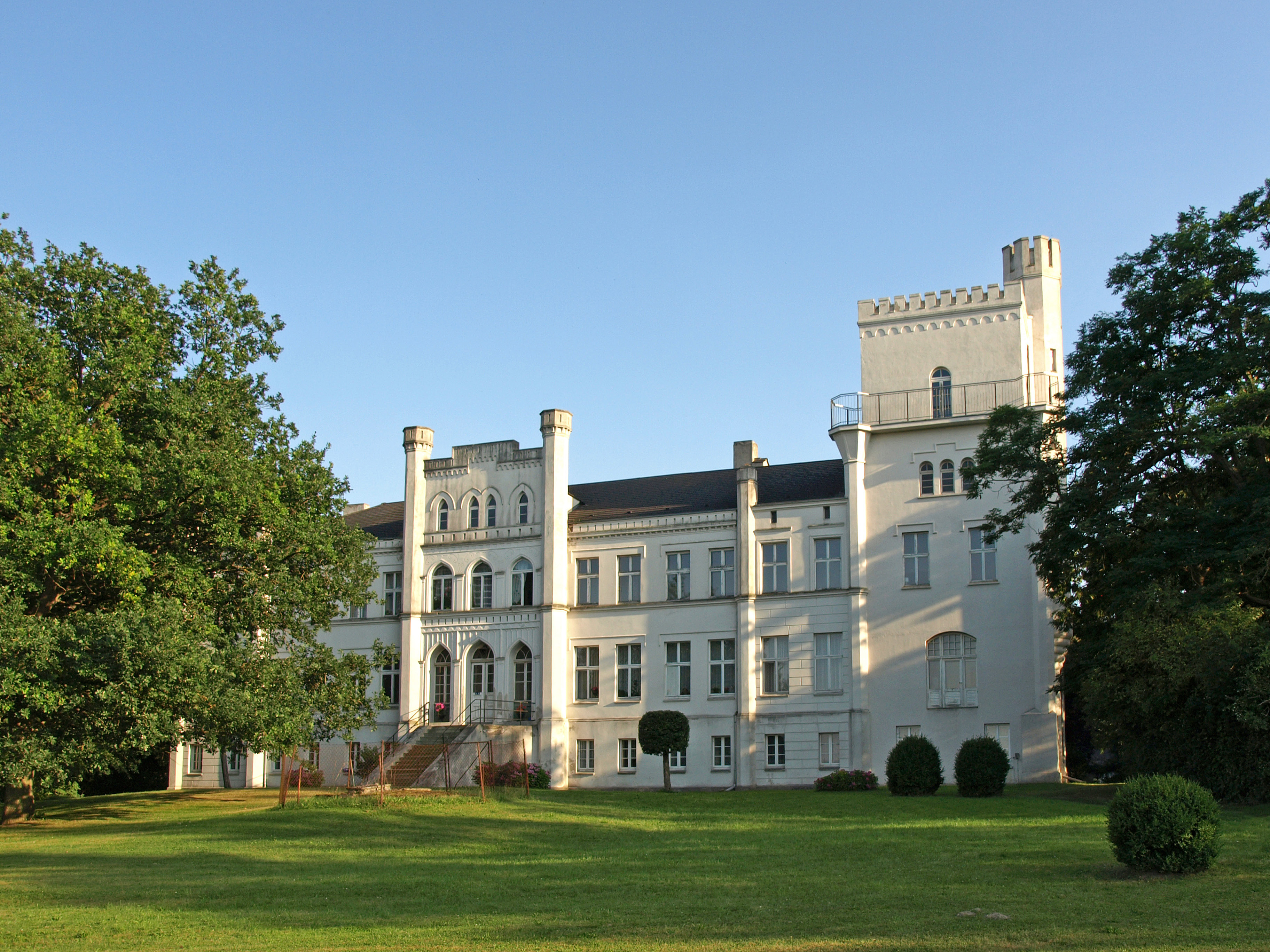
Gutshaus Bansow

Ländliche Grundherrschaften prägen die Ortsgeschichten.
Bansow: Seit 1883 war eine Familie Meyer im Besitz des Gutes und ab 1913 die Prinzessinnen von Sachsen-Altenburg, Olga Elisabeth und Maria vermählte Prinzessin Heinrich XXXV. Reuß.

Das zweigeschossige verputzte Gutshaus ist ein Backsteinbau der Neogotik aus dem 19. Jahrhundert. 1880 erfolgte der Anbau des Wasserturmes, der bis 1975 genutzt wurde. Nach 1945 wurde das Gutshaus zu Wohnzwecken genutzt. Seit 1996 befindet es sich in Privatbesitz und wurde restauriert.

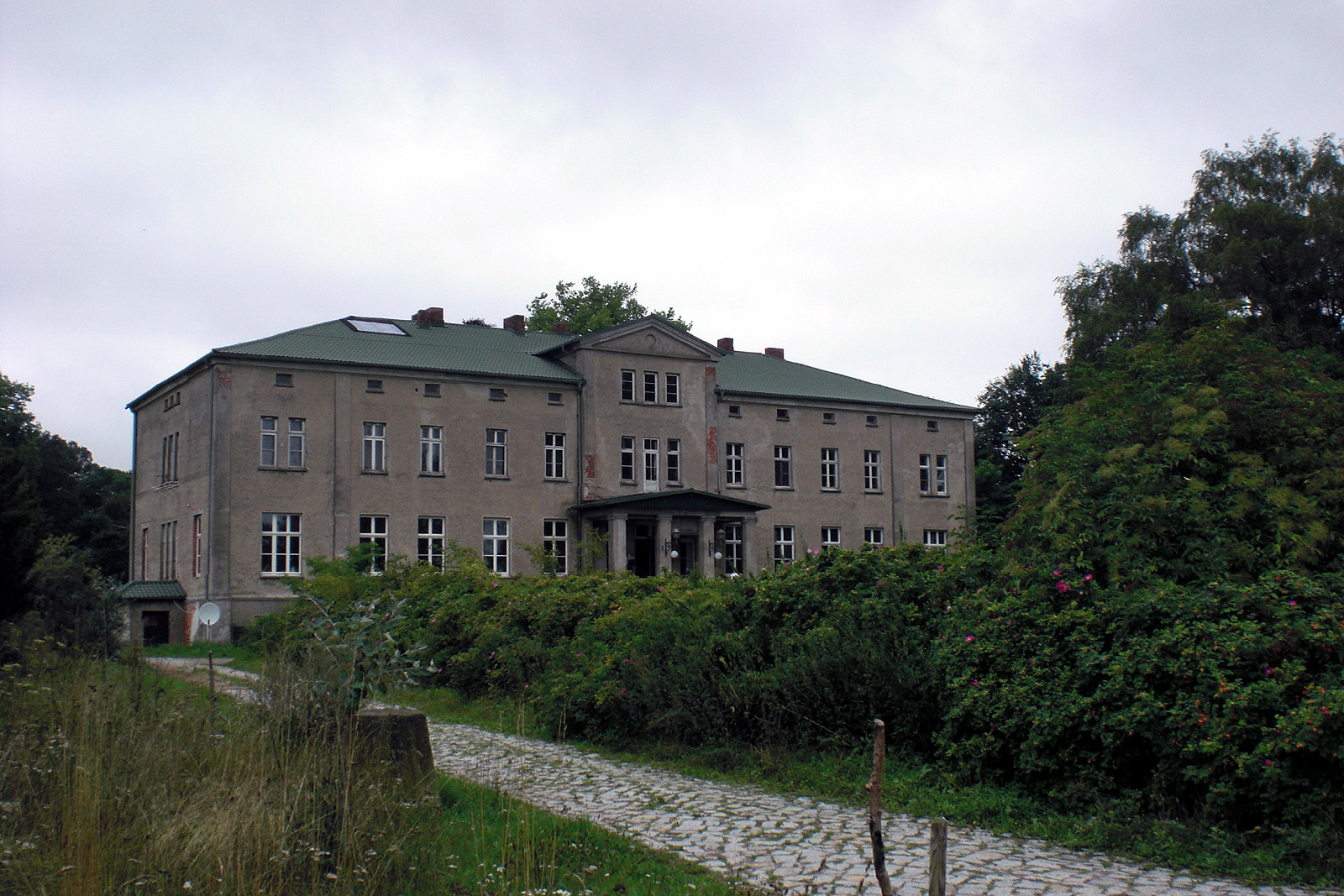
Gutshaus Dersentin

Dersentin: 1292 wird Jakob von Dersentin (Jacobus de Derzentinh) erwähnt, Knappe auf Burg Werle, 1360 Wernero de Derzenthin. Anfang des 14. Jahrhunderts gehörte das Dorf zum Jungfrauen-Kloster zu Köslin. Von 1463 bis 1780 war die Adelsfamilie Hahn Besitzer des Gutes. 1679 war das Lehngut Dersentin Pertinenz von Kuchelmiss (Familie Hahn auf Basedow). In der zweiten Hälfte des 17. Jahrhunderts war Dersentin an Jürgen von Linstow verpfändet, vermutlich entstand um diese Zeit ein barockes Gutshaus. Von 1781 bis 1796 war die Familie der Grafen von Wallmoden-Gimborn Besitzer, bevor es wieder an die Familie von Hahn ging. 1803 kam es an Familie von Müller und von 1804 bis 1811 an Familie von Thomstorff. Vor dem Haus lag ein kleiner See, der heute verbaut ist. 1816 gehörte das Gut Georg Julius von Brandt zu Serahn, 1819 Johann Gottfried und Luise Krüger geb. von Brandt. Helene Krüger heiratete 1841 Heinrich von Bassewitz aus der kleinen briefadeligen Linie, der das heutige Gutshaus im Stil des Klassizismus erbauten ließ und dessen Familie es bis zur Enteignung 1945 besaß. Hennings Sohn August (1843–1919) wandelte den Besitz vor 1900 in einen Fideikommiss um. Die Besitzgröße gibt das Landwirtschaftliche Adressbuch mit 566 ha an. Letzter Gutsbesitzer der Familie war dann Georg von Bassewitz (1873–1948).

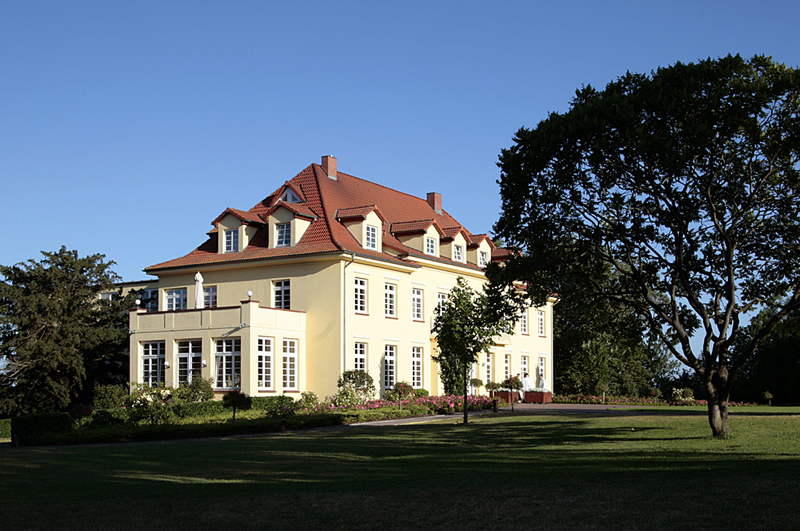
Gutshaus Gremmelin

Gremmelin: Im 14. Jahrhundert war das 847 ha große Gut in der Hand der Familie von Oldenburg. 1803 gelangte die Familie von Pentz in den Besitz der Gutsherrschaft und behielt diese bis 1945. Seit 1992 bewirtschaftet sie wieder die landwirtschaftlichen Flächen. Das Gutshaus, das sich bereits im Verfall befand, wurde 1995 von der Hamburger Familie Lutz Schaffhausen erworben und als Tagungsdomizil mit Seminar- und Bankettbetrieb saniert. Es gehört inzwischen einer Itzehoer Immobiliengruppe.

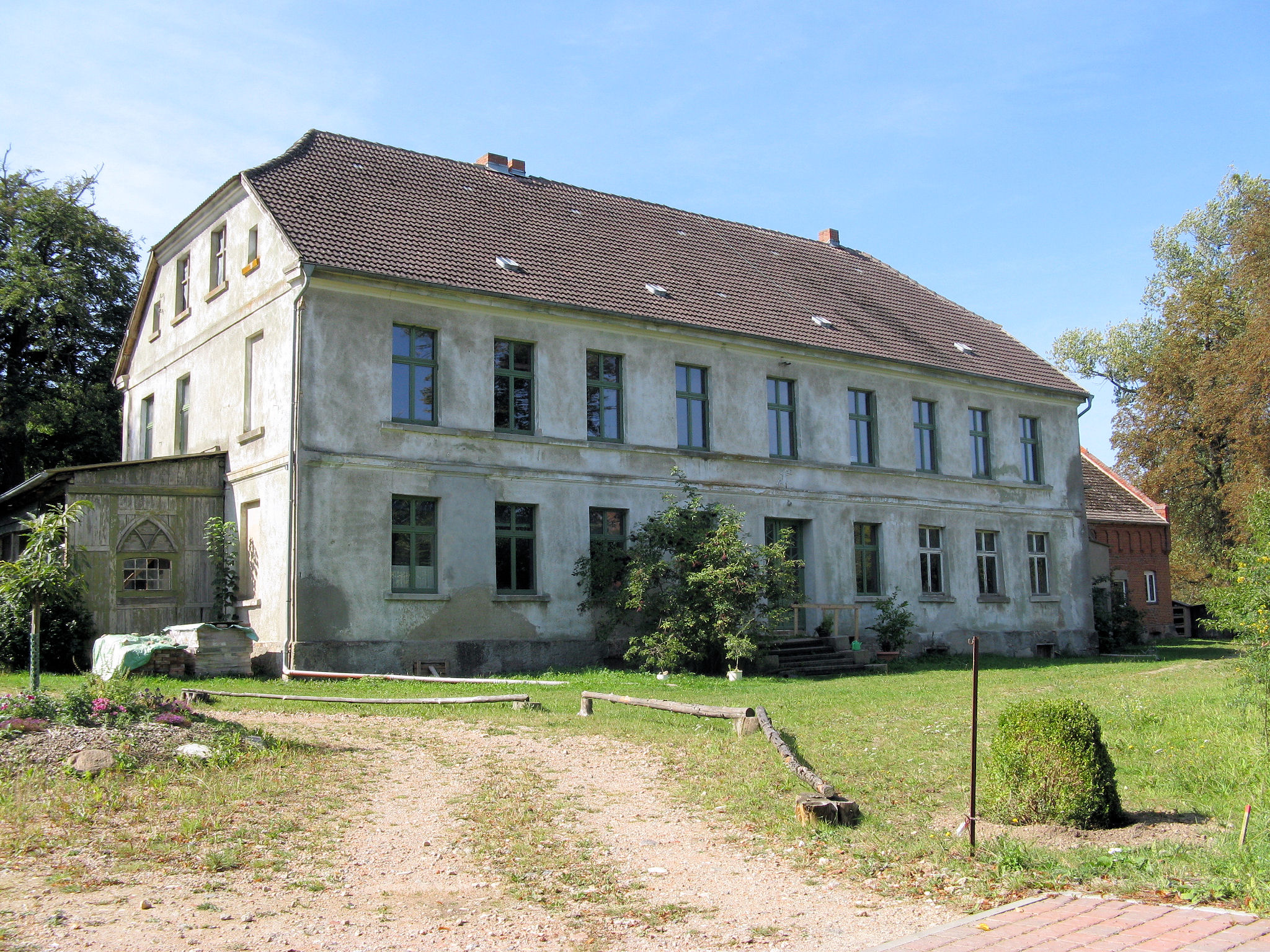
Gutshaus Klaber

Klaber gehörte ab 1303 der Familie von Müggesfeld, einem alten Adelsgeschlecht, das aus dem Herzogtum Lauenburg und der Grafschaft Holstein nach Mecklenburg gekommen war und 1515 erlosch. 1517 wird Wedige von Maltzahn mit dem Gut belehnt, die Familie bleibt Eigentümer bis 1648. Danach wechselten die Herren auf Klaber häufig, zwei Generationen besaßen es die von Levetzow, bis es 1797 in den Besitz der Familie von Lowtzow gelangte, die das Gut bis zur Enteignung 1945 hielt. Das ältere Gebäude, ein Fachwerkbau, wurde Anfang des 18. Jahrhunderts errichtet, hieran schließt sich ein Backsteinbau aus der Mitte des 19. Jahrhunderts an. Die im 14. Jahrhundert errichtete Kirche hat eine 1876 gebaute Orgel von Friedrich Albert Mehmel.
Lalendorf wurde 1361 erstmals erwähnt. Bekannt wurde Lalendorf durch herausragende Funde auf dem Gräberfeld von Lalendorf aus dem 1. Jahrhundert n. Chr., welche in die Reihe der Fürstengräber vom Lübsow-Typ einzuordnen sind. In dem um 150 erstellten Weltatlas Geographike Hyphegesis von Klaudios Ptolemaios ist der Ort Marionis altera als einer von 94 Städten Germaniens erwähnt. Diesen Ort bringt man mit dem heutigen Lalendorf in Verbindung.
1829 erwarb Carl Adolf von Wedemeyer das Gut. Seit 1846 befand es sich im Besitz der Familie Paetow. Das Gutshaus ist ein eingeschossiger Putzbau mit hohem Walmdach. Es wurde 1900 auf den Grundmauern eines Vorgängerbaus errichtet und später verändert. Das Gut wurde ab 1930 aufgesiedelt. Das ehemalige Gut Lalendorf wurde durch den Bau der Bahnlinien Güstrow-Teterow 1864 und Rostock-Waren (Müritz) 1886, an deren Kreuz sich der Bahnhof Lalendorf befindet, aufgewertet. Lalendorf ist heute ein Zentrum landwirtschaftlicher Produktion (unter anderem Pferdezucht im Ortsteil Vogelsang). Dank der günstigen Infrastruktur haben sich in den letzten Jahren einige Firmen und Unternehmen im Lalendorfer Gewerbegebiet niedergelassen. Auch der Tourismus entwickelt sich im Gemeindegebiet – so entstand am Flachen Ziest eine Ferienhaussiedlung. Lalendorf verfügt über eine Grund-, Haupt- und Realschule, eine Kindertagesstätte, eine Gemeinschaftsarztpraxis, eine Apotheke sowie eine Praxis für Physiotherapie, des Weiteren über ein Gemeinwesenzentrum und einen Jugendclub.
Langhagen: Langhagen wurde 1451 als Lankauel erstmals erwähnt. Das Gut gehörte von 1815 bis 1846 Georg Ludwig von Wedemeyer, der das heutige Gutshaus erbauen ließ. Das Gut wurde nach 1990 von der Familie von Wedemeyer wieder erworben.
Am 29. Dezember 1941 fuhr im Bahnhof Langhagen der Wehrmachtszug W 96 031 aufgrund einer falsch gestellten Weiche auf zwei Lokomotiven auf. Dabei kamen 27 Menschen ums Leben, 33 weitere wurden verletzt.
 Bei dem schweren Eisenbahnunfall von Langhagen am 1. November 1964 im Bahnhof Langhagen kamen 44 Menschen ums Leben und 70 weitere wurde teilweise schwer verletzt, als ein Schnellzug aus Berlin, der in Richtung Rostock unterwegs war, auf einen entgleisten Kieswagenzug auffuhr.
Lübsee: Das ehemalige Gutsdorf ist nicht mit Lübsee bei Menzendorf zu verwechseln. Das Gut Lübsee befand sich im Besitz der Familien von der Osten, von Maltzahn, von der Lühe und von Linstow. 1807 befand es sich im Besitz von Ludwig von Lützow, ab 1826 von Fürst Georg Wilhelm zu Schaumburg-Lippe, der 1830–40 das Herrenhaus errichten ließ, ab 1842 von Friedrich von Meibom, 1843 Familie Staudinger, 1900 Albert Prinz von Sachsen-Altenburg und 1935–43 Walter Graf von Schaesberg-Thannheim. Das Gut gehört heute dem Landwirt Anders Tind Kristensen, der auch das Herrenhaus Vietgest erwarb.
Raden wurde u. a. von Rheinländern besiedelt. 1930 kam die Karnevalstradition nach Raden und Lalendorf. Der Radener Carnevalsclub (RCC) ist der älteste noch bestehende Karnevalsverein im Karneval-Landesverband Mecklenburg-Vorpommern.

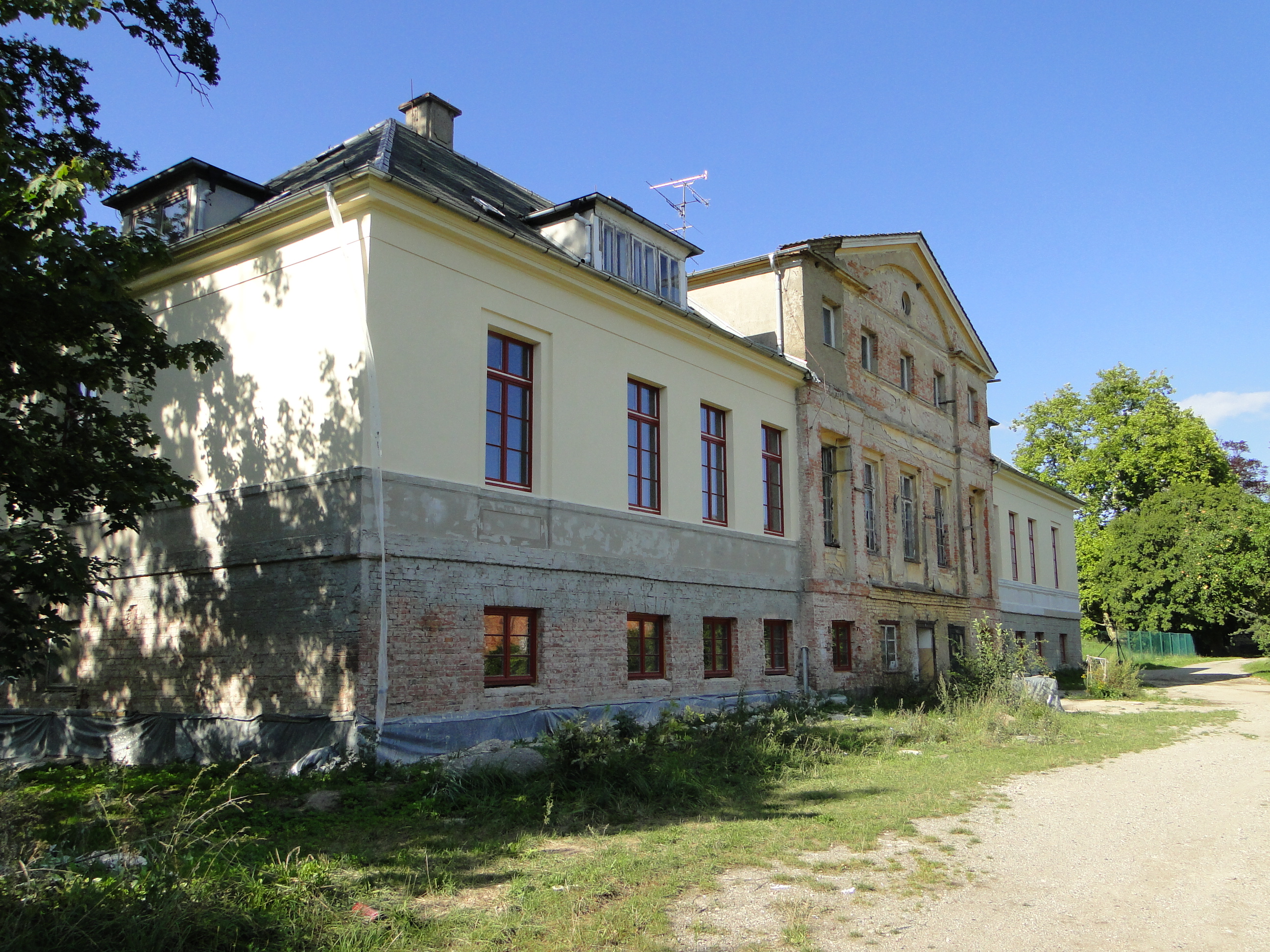
Gutshaus Rothspalk

Rothspalk: Das Gut war, ebenso wie das Gut Klaber, früh im Besitz derer von Müggesfeld. Deren Erbin heiratete Conrad von Barold. Er und sein Bruder Rolof werden ab 1350 als Knappen auf Rothspalk erwähnt. Das Gut kam später an die Familie von Maltzahn (Moltzan). Von 1693 bis 1811 war Gut Rothspalk im Besitz von Clemens Heinrich von Thomstorff und dessen Erben. Johann Freiherr von Moeller-Lilienstern, Hamburger Kaufmann aus einer norwegischen Familie, erwarb das Gut. Er ließ 1811–15 das Gutshaus nach Plänen von Joseph Ramée erbauen sowie eine Grabkapelle, die sich heute im Verfall befindet. 1928 kaufte Siegfried Schulz das Gut, das 1945 enteignet wurde. 1998 kaufte dessen Enkel Andreas Schulz Teilflächen des Gutes (ohne das Gutshaus) zurück. Das Gutshaus wird seit 2011 von Erwerbern saniert.
Schlieffenberg war ab 1781 Gutsbesitz des Staatsministers und Generalleutnants Martin Ernst von Schlieffen, der die Lehngüter Niegleve und Tolzin und das Bauerndorf Zierhagen erwarb. Zierhagen wurde zum Gut umgestaltet. Das klassizistische Herrenhaus (Schloss) Schlieffenberg von 1802, ein dreigeschossiger Bau mit Walmdach und Mittelrisalit wurde von 1859 bis 1863 erheblich historisierend erweitert und umgebaut. Zwei Turme flankierten das Bauwerk und der mittige Treppengiebel erinnert an norddeutsche Rathäuser. 1933 erwarb die Mecklenburgische Landgesellschaft das Gut und siedelte es auf. Der Berliner Chirurg Erwin Gohrbandt erwarb das Schloss, das 1947 abbrannte und danach gesprengt und abgetragen wurde. Die Kirche Schlieffenberg von 1859 ist eine Stiftung Wilhelms von Schlieffen und blieb bis heute erhalten.

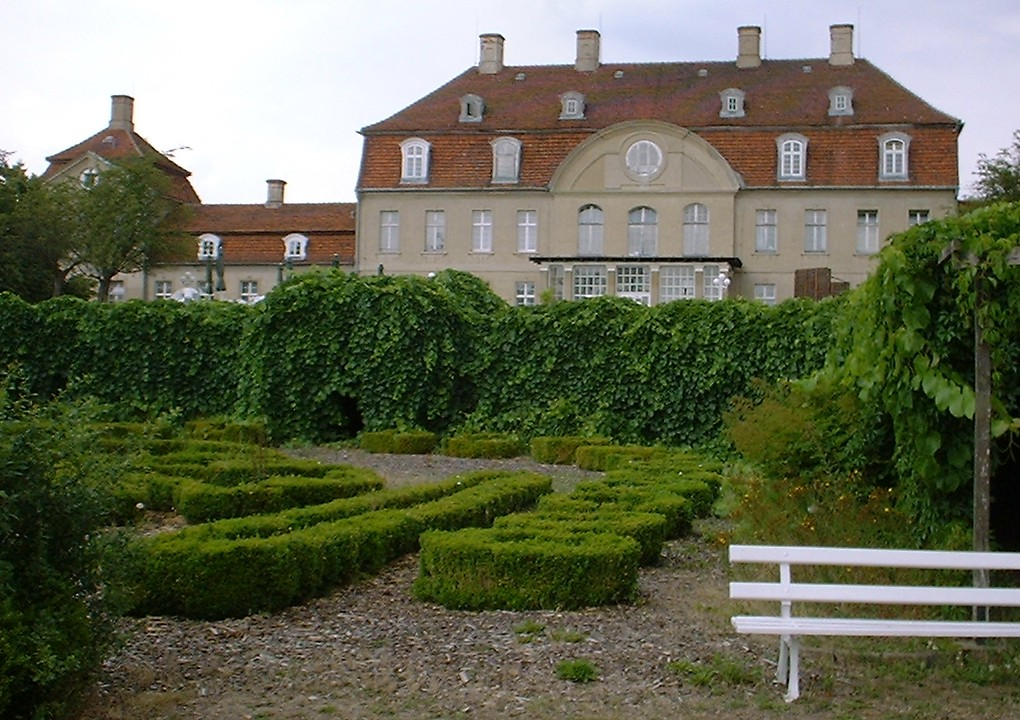
Herrenhaus Vietgest

Vietgest wurde erstmals 1346 urkundlich erwähnt. Im 17. Jahrhundert war der Ort geteilt in Kleinen Vietgest und Großen Vietgest mit dem Gut. Gutsbesitzer waren u. a. die Familien von Oldenburg (ab 15. Jh.), J. F. Boldt (ab 1786), Baron Cornelius von Herzeele (ab 1819) und ab 1841 Fürst Georg Wilhelm zu Schaumburg-Lippe. Das Gut blieb bis 1945 im Besitz des Hauses Schaumburg-Lippe.
Das barocke Herrenhaus Vietgest nach Plänen von Johann Friedrich Busch stammt von 1794; es folgten nach 1841 neue Wirtschaftsgebäude. Das Haus wurde nach 1945 Ferienheim der CDU. Es befand sich wie das Gut Lübsee im Besitz des Landwirts Anders Tind Kristensen und wird wie zeitweilig nach 1990 seit 2020 als Schlosshotel betrieben.

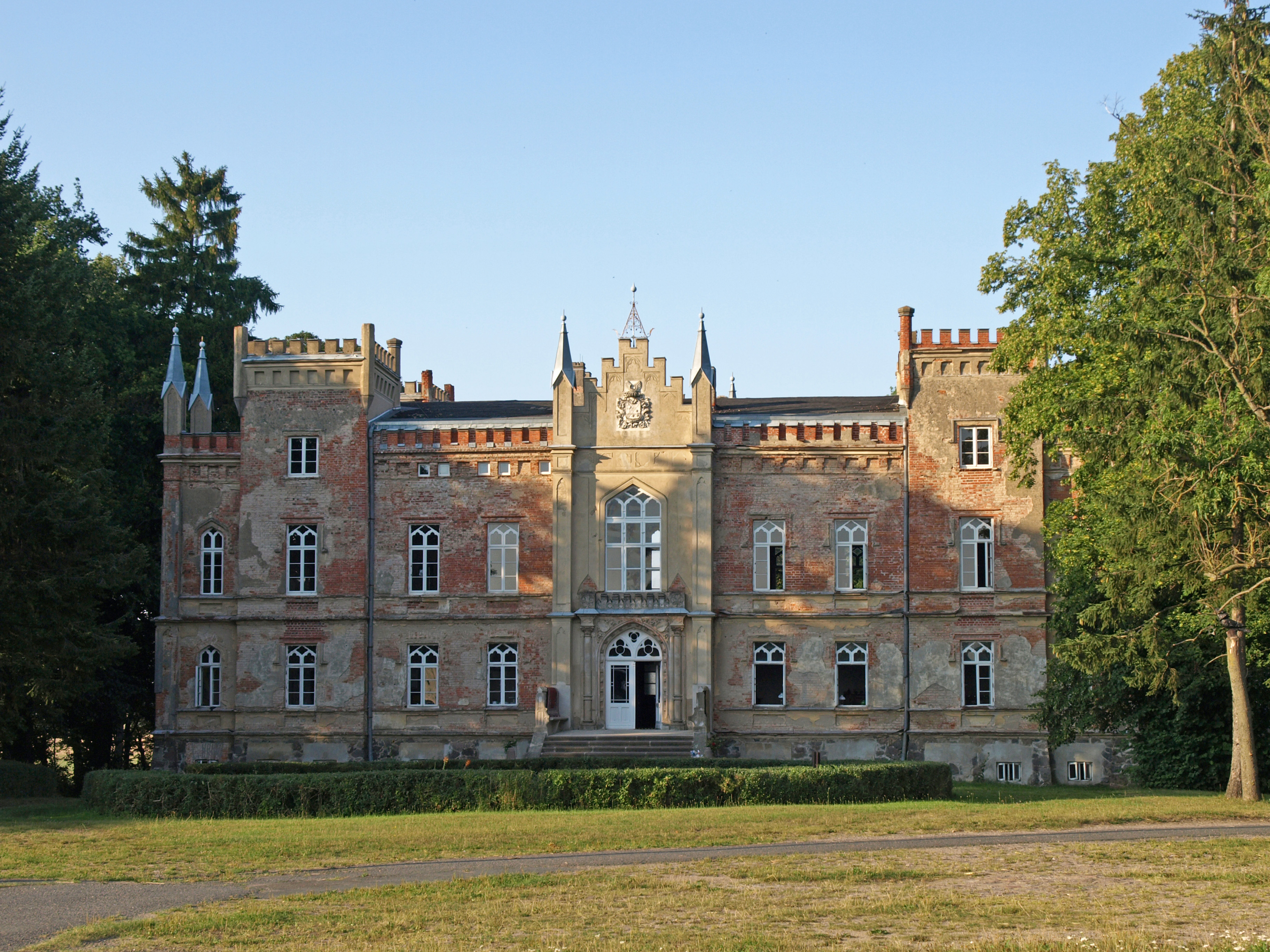
Herrenhaus Vogelsang

Vogelsang wurde 1379 erstmals urkundlich erwähnt, als der Fürst Lorenz von Werle den Brüdern von Wozenitz das Gut überließ, deren Familie es mehr als dreieinhalb Jahrhunderte besaß. Gutsbesitzer waren dann die Familie von Plessen (1734–1838), die das Dorf anlegte, dann bis 1856 Manecke, Rudloff und von 1884 bis 1945 Julius Hüniken. Das Gut wurde um 1946 volkseigenes Gut. Das Herrenhaus Vogelsang stammt von um 1884 (Wappen Hüniken am Mittelrisalit), der Marstall von 1897. Das Herrenhaus befindet sich nach Leerstand inzwischen in Privatbesitz zweier Schweizer Brüder, denen auch das Herrenhaus Basedow gehört.

### Eingemeindungen
Mamerow und Vietgest wurden am 1. Juli 2001 eingemeindet. Wattmannshagen kam am 1. Januar 2004 hinzu. Am 25. Mai 2014 wurde Langhagen nach Lalendorf eingemeindet, wodurch die Gemeinde Lalendorf nunmehr deckungsgleich mit dem früheren Amt Lalendorf ist.

## Bevölkerung
| Jahr | Einwohner |
| ---- | --------- |
| 1990 | 1646      |
| 1995 | 1583      |
| 2000 | 1575      |
| 2005 | 3506      |
| 2010 | 3205      |
| 2015 | 3551      |

| Jahr | Einwohner |
| ---- | --------- |
| 2020 | 3525      |
| 2021 | 3533      |
| 2022 | 3542      |
| 2023 | 3537      |

Stand: 31. Dezember des jeweiligen Jahres
Der starke Anstieg der Einwohnerzahl 2005 ist auf die Eingemeindung von drei Orten im Jahr 2001 bzw. 2004 zurückzuführen. 2015 wuchs die Bevölkerung durch die Eingliederung von Langhagen im Jahr 2014.

## Politik

### Gemeindevertretung
Die Gemeindevertretung von Lalendorf besteht aus 14 Mitgliedern. Die Kommunalwahl am 9. Juni 2024 führte bei einer Wahlbeteiligung von 64,1 % zu folgendem Ergebnis:
| Partei / Wählergruppe                    | Stimmenanteil 2019 | Sitze 2019 |  | Stimmenanteil 2024 | Sitze 2024 |
| ---------------------------------------- | ------------------ | ---------- |  | ------------------ | ---------- |
| CDU                                      | 54,3 %             | 8          |  | 34,9 %             | 5          |
| Wählergemeinschaft Freiwillige Feuerwehr | 20,8 %             | 3          |  | 18,3 %             | 3          |
| AfD                                      | –                  | –          |  | 15,0 %             | 1          |
| Dorfgemeinschaft Mamerow (DGM)           | –                  | –          |  | 08,6 %             | 1          |
| Die Linke                                | 06,8 %             | 1          |  | 06,3 %             | 1          |
| Einzelbewerberin Cindy Beske             | –                  | –          |  | 04,9 %             | 1          |
| Einzelbewerber Benjamin Brämer           | –                  | –          |  | 03,5 %             | 1          |
| Feuerwehrverein Langhagen                | 05,2 %             | 1          |  | 03,1 %             | –          |
| SPD                                      | –                  | –          |  | 02,8 %             | –          |
| Einzelbewerber Ilja Gräser               | –                  | –          |  | 02,7 %             | –          |
| Einzelbewerber Nico Mertel               | 05,5 %             | 1          |  | –                  |            |
| Einzelbewerberin Renate Oltmanns         | 04,8 %             | 1          |  | –                  |            |
| FDP                                      | 02,5 %             | –          |  | –                  | –          |
| Insgesamt                                | 100 %              | 15         |  | 100 %              | 13         |

Bei der Wahl 2024 entfielen auf die AfD zwei Sitze. Da sie nur einen Kandidaten aufgestellt hatte, bleibt von den 14 Sitzen in der Gemeindevertretung ein Sitz unbesetzt.

### Bürgermeister
- 1994–2019: Reinhard Knaack (Die Linke)[15]
- 2019–2021: Matthias Streeb (CDU) (amtierend)
- seit 2021: Karl-Heinz Stiewe (CDU)

Bei der Kommunalwahl 2019 fand sich kein Bewerber für das Amt des Bürgermeisters. In der Bürgermeisterwahl am 26. September 2021 wurde Karl-Heinz Stiewe mit 63,3 % der gültigen Stimmen zum Bürgermeister gewählt. Er wurde am 9. Juni 2024 mit 55,0 % der gültigen Stimmen in seinem Amt bestätigt. Seine Amtsdauer beträgt fünf Jahre.

### Wappen
Das Wappen wurde 1998 durch das Innenministerium genehmigt und unter der Nr. 151 der Wappenrolle von Mecklenburg-Vorpommern registriert.

Blasonierung: „In Rot ein silberner Leistenschragen, bewinkelt von vier zweiblättrigen goldenen Eichenzweigen mit einer Eichel.“

Das Wappen wurde von dem Schweriner Heraldiker Heinz Kippnick gestaltet.

### Flagge
Die Flagge der Gemeinde ist quer zur Längsachse des Flaggentuchs von Rot, Silber (Weiß) und Rot gestreift. Die roten Streifen nehmen je ein Viertel, der silberne (weiße) Streifen nimmt die Hälfte der Länge des Flaggentuchs ein. In der Mitte des silbernen (weißen) Streifens liegt das Gemeindewappen, das zwei Drittel der Höhe und ein Drittel der Länge des Flaggentuchs einnimmt. Die Länge des Flaggentuchs verhält sich zur Höhe wie 5:3.

## Sehenswürdigkeiten und Kultur

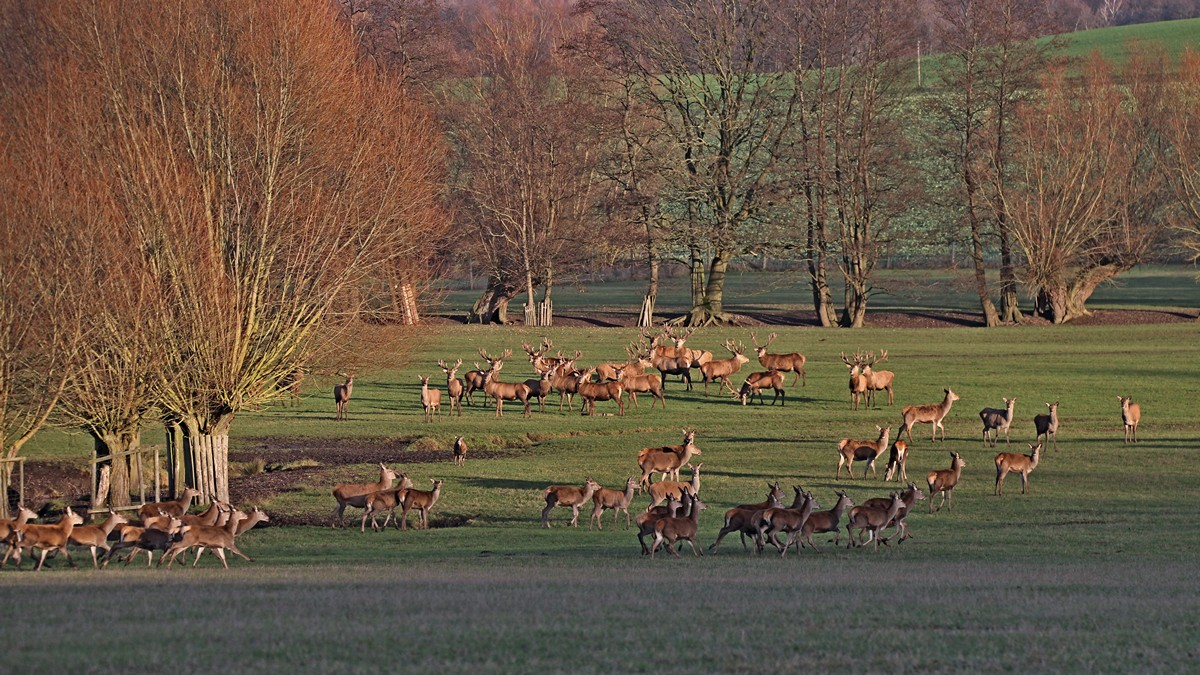
Wildpark Mamerow

- Herrenhaus Bansow im Tudorstil (19. Jahrhundert)
- Herrenhaus Rothspalk mit Kapelle: Johann Freiherr von Moeller-Lilienstern ließ 1811/15 den klassizistischen, eingeschossigen, 13-achsigen Putzbau nach Plänen von Joseph Ramée bauen. Nach 1945 waren im Gutshaus Flüchtlinge untergebracht, danach die Schule und später Lagerräume für eine Magdeburger Fabrik. Das Gutshaus wurde privatisiert und nach 2000 saniert
- Herrenhaus Vietgest, letzter bedeutender Barockbau in Mecklenburg, heute Hotel
- Herrenhaus Vogelsang im Tudorstil
- Gutshaus Dersentin
- Gutshaus Gremmelin, klassizistischer Bau von um 1800
- Gutshaus Klaber, zweigeschossiger Putzbau mit Krüppelwalm als Fachwerk- (Anf. 19. Jh.) und Backsteinbau (Mitte 19. Jh.)
- Gutshaus Wattmannshagen, neobarockes Gebäude
- Holländermühle in Mamerow, heute Wohnhaus
- Wassermühle in Reinshagen an der Lößnitz (Nebel)
- Dorfschmiede in Vietgest
- Panzerdenkmal (Lalendorf) mit dem sowjetischen Panzer T-34, inzwischen das letzte Panzerdenkmal in Mecklenburg-Vorpommern
- Gedenkstein für Carl Pogge in Roggow
- Naturschutzgebiet Schlichtes Moor, eines der tiefgründigsten Kesselmoore in Mecklenburg-Vorpommern
- Großsteingrab Bergfeld
- Großsteingrab Reinshagen
- Großsteingrab Vogelsang

Kirchen
- Kirche in Klaber (14. Jahrhundert)
- Dorfkirche Langhagen von 1910
- Dorfkirche Lübsee, Feldsteinkirche aus dem 15. Jahrhundert
- St.-Michael-Kirche (katholisch) in Raden (1950/51)
- Dorfkirche Reinshagen
- Kirche Schlieffenberg
- Dorfkirche Wattmannshagen

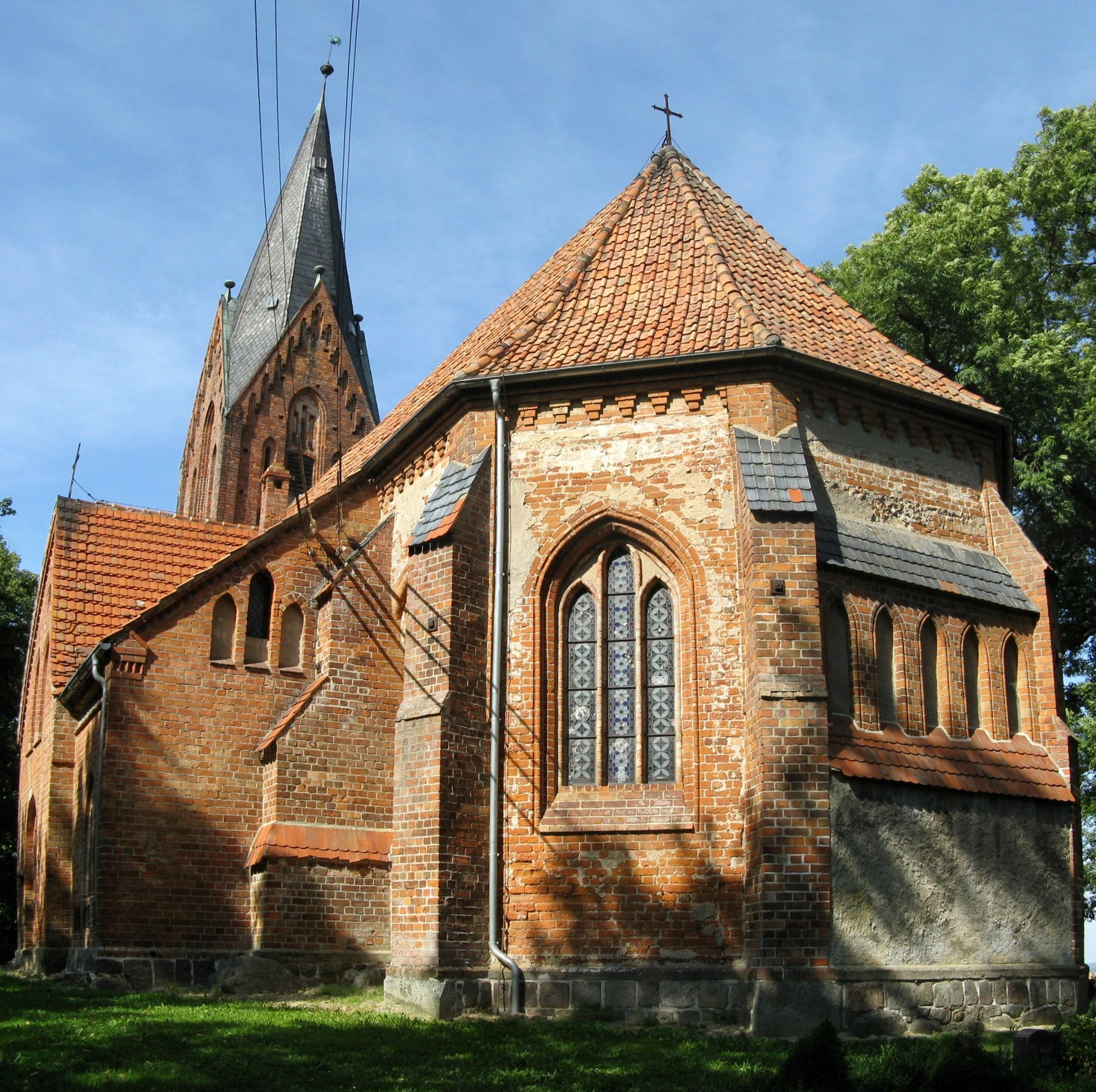
Klaber
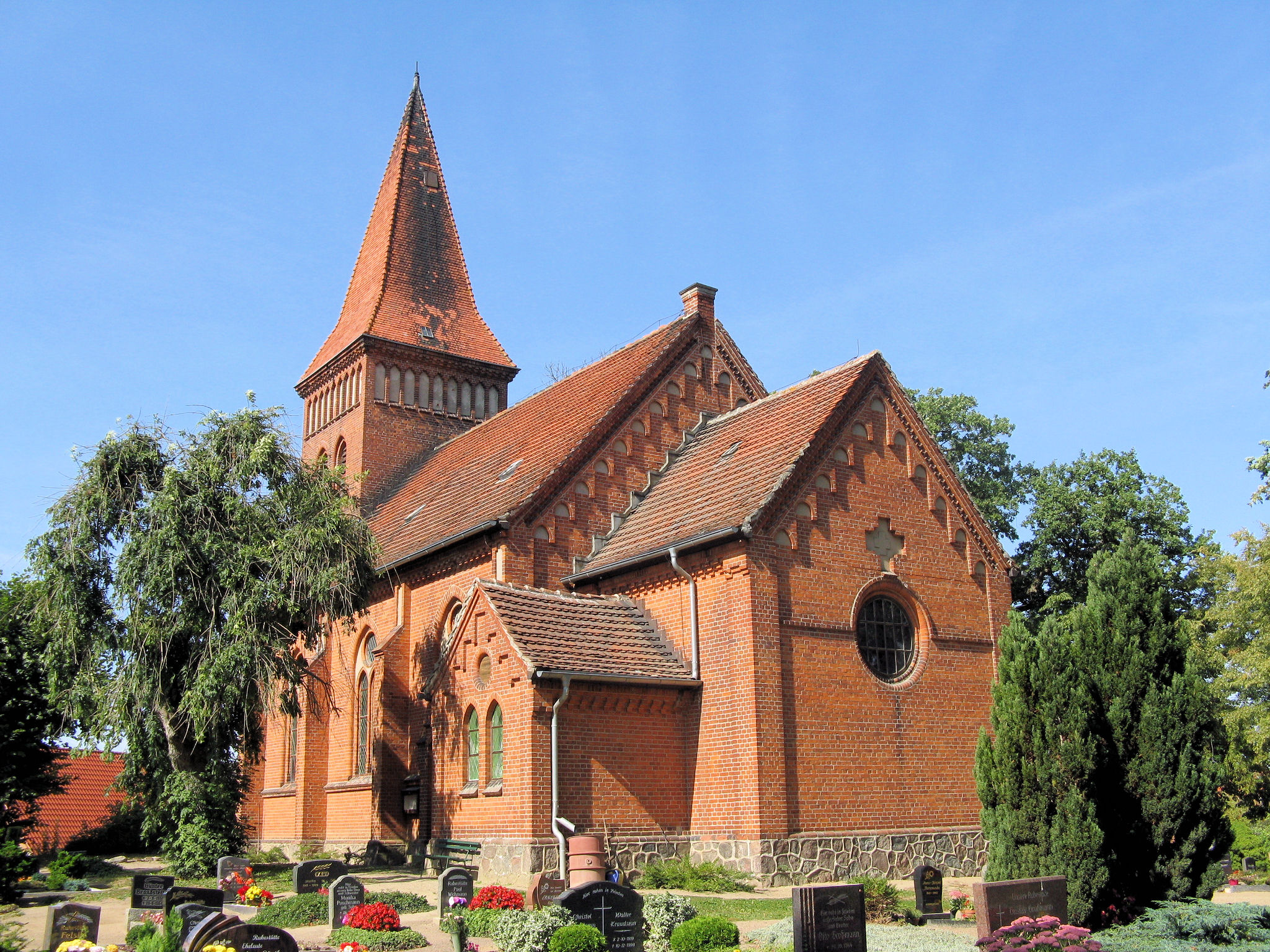
Langhagen
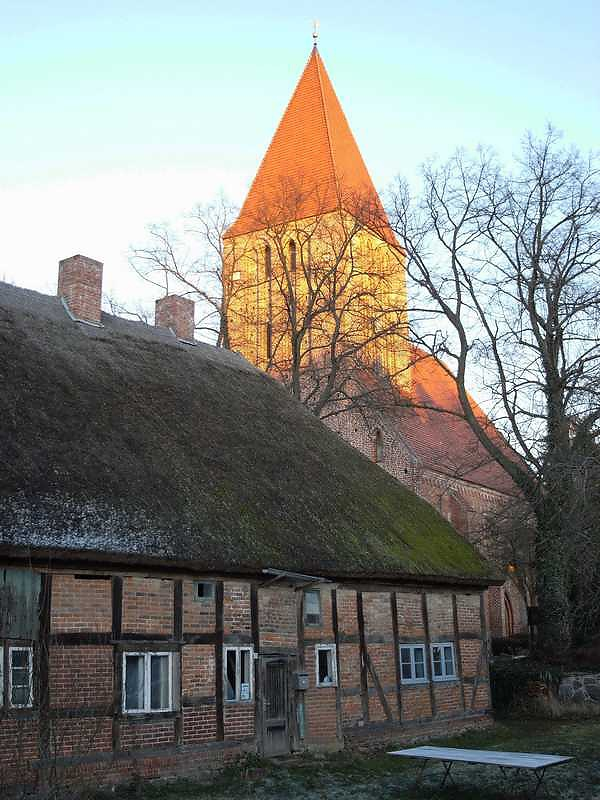
Reinshagen
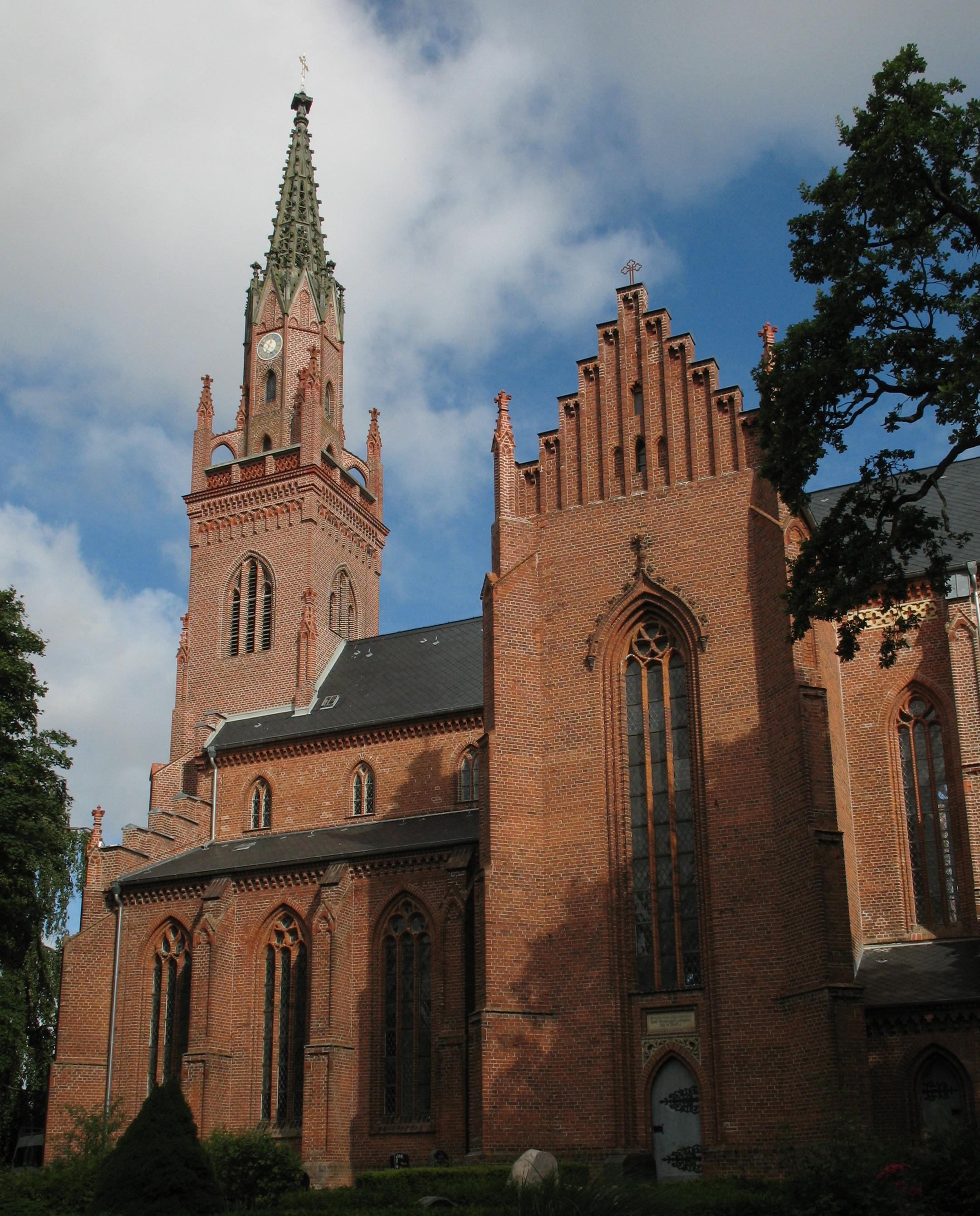
Schlieffenberg
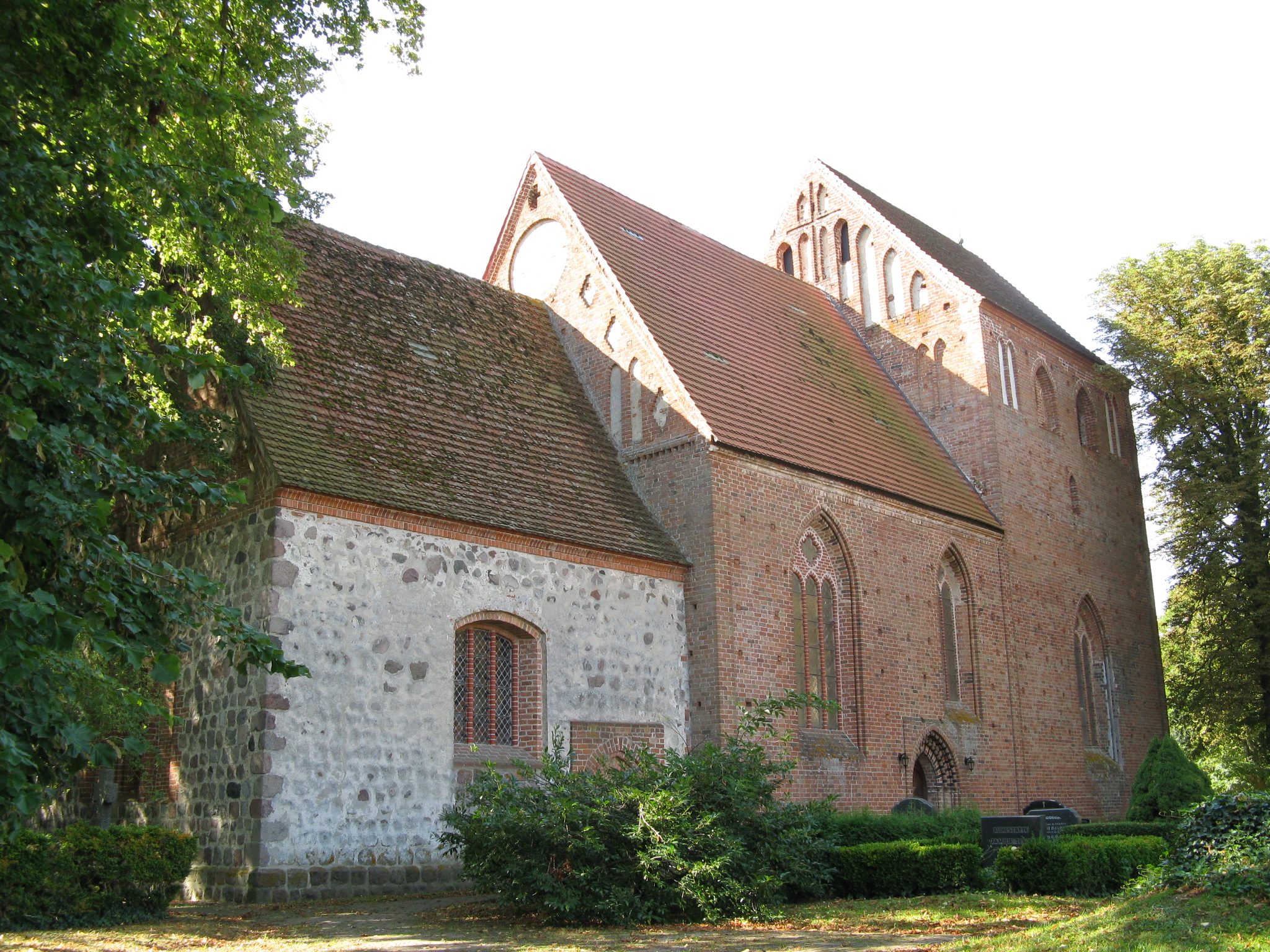
Wattmannshagen

Kultur
- Seit 2008 organisiert das Mobile Kino Filmklub Güstrow und Filmkommunikation Mecklenburg-Vorpommern im Gemeindesaal im Pfarrhaus der Kirchengemeinde Reinshagen ein regelmäßiges Programmkino[19] mit 35-mm-Projektionen und digitalem Beamer.

## Wirtschaft und Infrastruktur

### Wirtschaft
In Lalendorf befinden sich mehrere Baggerseen mit aktivem Kiesabbau, einem Kieswerk und einem Asphaltmischwerk. In der Gemeinde gibt es außerdem eine einige Agrargenossenschaften und Handwerksfirmen und eine Bodenreinigungsanlage.

### Verkehr
Die Bundesstraße 104 verläuft in Ost-West-Richtung zwischen Güstrow und Teterow durch Lalendorf. Durch den Westen des Gemeindegebietes führt in Nord-Süd-Richtung die Bundesautobahn 19 (Rostock–Berlin) mit der Anschlussstelle Güstrow.
Im Gemeindegebiet kreuzen sich die Bahnlinien Rostock–Neustrelitz und Güstrow–Neubrandenburg. Im Bahnhof Lalendorf halten Züge der Regional-Express-Linie RE 4 (Lübeck–Szczecin).

### Bildung
- Johann-Pogge-Schule Lalendorf mit Schul- und Gemeindebibliothek
- Evangelische Johannes-Schule Langhagen, einzügige Grundschule mit Orientierungsstufe in Trägerschaft eines Fördervereins

### Feuerwehr
Feuerwehren (jeweils mit Jugendfeuerwehr sowie Lalendorf mit Kinderfeuerwehr) gibt es in Lalendorf, Niegleve-Wattmannshagen, Gremmelin und Langhagen. Die Autobahn 19 gehört in Richtung Norden bis Glasewitz und in Richtung Süden bis Kuchelmiß zum Einsatzgebiet der Feuerwehren der Gemeinde.

## Persönlichkeiten

### Söhne und Töchter der Gemeinde
- Joachim von der Lühe (1526–1588), Hofmarschall und Geheimer Rat, Klosterhauptmann und Landwirt, in Vogelsang geboren
- Adam Otto von Viereck (1684–1758), preußischer Staatsminister, in Wattmannshagen geboren
- Christian Friedrich von Viereck (1725–1777), Generalmajor, in Wattmannshagen geboren
- Leopold von Plessen (1769–1837), Minister in Mecklenburg-Schwerin, in Raden geboren
- Hermann Cordua (1813–1879), Pädagoge, 1848 Mitglied der Mecklenburgischen Abgeordnetenversammlung, in Raden geboren
- Franz von Pentz (1850–1908), Bürgermeister von Teterow, in Gremmelin geboren
- Oskar Haevernick (1854–1924), Generalleutnant, in Nienhagen geboren
- Luise Algenstaedt (1861–1947), Schriftstellerin, in Wattmannshagen geboren
- Karl Schmaltz (1867–1940), Pastor, in Schlieffenberg geboren
- Friedrich Schmaltz (1868–1949), Pastor, in Schlieffenberg geboren
- Gerhard Tolzien (1870–1946), Landesbischof von Mecklenburg-Strelitz, in Klaber geboren

### Mit Lalendorf verbundene Persönlichkeiten
- Martin Ernst von Schlieffen (1732–1825), Gutsbesitzer in Niegleve und Tolzin
- Carl Pogge (1763–1831), Landwirt, Besitzer des Gutes Roggow
- Otto Wien (1799–1868), Gutsherr auf Hohenfelde, Friedrichshagen und Wattmannshagen